# جوليان أرغيويلز
جوليان أرغيويلز (بالإنجليزية: Julian Argüelles)‏ هو عازف ساكسفون وملحن بريطاني، ولد في 28 يناير 1966 في برمنغهام في المملكة المتحدة.

## وصلات خارجية
- الموقع الرسمي
- جوليان أرغيويلز على موقع ميوزك برينز (الإنجليزية)
- جوليان أرغيويلز على موقع أول ميوزيك (الإنجليزية)
- جوليان أرغيويلز على موقع ديسكوغز (الإنجليزية)